# Pensacola
Pensacola /u jeziku choctaw ="hair people," od pansha 'hair,' + okla 'people',/ neveliko pleme Muskhogean Indijanaca sa zaljeva Pensacola Bay na zapadu američke države Florida. prvi bijeli ljudi koji su ih sreli vjerojatno su 1528. bili preživjeli čalnovi narvaezove ekspedicije. Vjerojatno je, prema Swantonu, da njihov teritorij pripada provinciji Achuse ili Ochus, i da je identična s lukom "the Bay of Ichuse," (ili "Ychuse") na koju je pristao Tristan de Luna. Ime Pensacola spominje se ipak prvi puta u španjolskim pismima iz 1677. Godine 1686 u ratu su s Mobile Indijancima. Dvanaest godina kasnije podignuta je španjolska utvrda Pensacola, ali ovo pleme tamo više nije živjelo. Mislilo se da su ih uništila druga plemena, međutim oni su se pokrenuli prema zapadu. O njima piše 1725-6 Bienville (1932, vol. 3, p. 536) da iamju selo blizu Biloxija na Pearl Riveru. Godine 1764 spominju se među ostalim šest malenih plemena. Pensacole su vjerojatno asimilirani od Choctawa, a neki su preseljeni 1763. na Kubu, gdje bi možda još mogli imati potomaka.